# Kościół Matki Bożej Różańcowej w Świętochłowicach
Kościół pw. Matki Bożej Różańcowej – kościół parafialny z lat 1911–1913 w Świętochłowicach-Chropaczowie, wpisany do rejestru zabytków nieruchomych województwa śląskiego.

## Historia

### Przed budową kościoła
Najstarszym w okolicy Chropaczowa, bo lokowanym w XII wieku był kościół św. Małgorzaty w Bytomiu. Do tej właśnie parafii prowadzonej przez zakon Premonstratensów należały wszystkie okoliczne miejscowości z okolic Bytomia. W 1543 roku utworzono nową parafię Najświętszej Marii Panny, w skład której włączono rejon kościoła św. Małgorzaty.
W 1852 roku po wybudowaniu kościoła św. Barbary w Królewskiej Hucie (Chorzów) Chropaczów został administracyjnie włączony do tego kościoła. W związku z dalszym napływem ludności nastąpiła konieczność budowy następnych kościołów. Proboszcz parafii św. Barbary ks. Edward Deloch wystąpił do Śląskiej Spółki Akcyjnej dla Górnictwa i Hut Cynkowych w Lipinach z prośbą o urządzenie oratorium w nowo budującej się szkole. Oratorium poświęcono 2 lutego 1862 roku, co znacznie odciążyło kościół św. Barbary. Po 10 powstał nowy kościół w Lipinach oraz erygowano przy nim nową parafii. Dalszy napływ ludności do tych miejscowości (w 1904 roku obie miejscowości liczyły ponad 25 tys. katolików) wymusił kolejne działania, a brano pod uwagę rozbudowę lipińskiego kościoła albo budowę nowego w Chropaczowie.

### Budowa kościoła

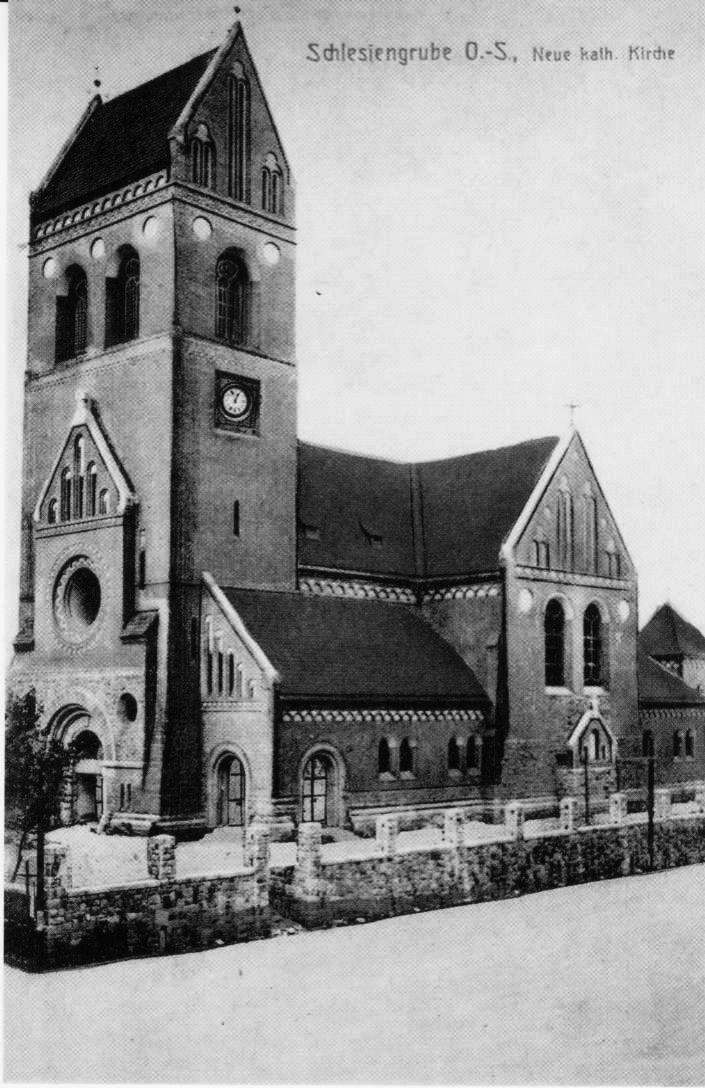
Makieta kościoła z początku XX wieku

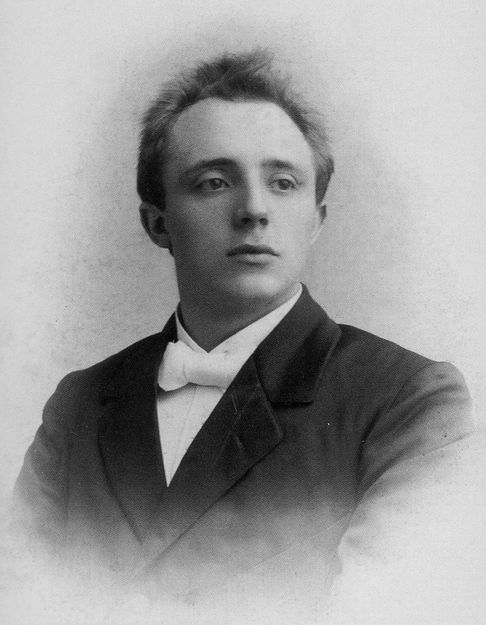
Matthias Beule

21 września 1910 roku Zarząd Kościelny w Lipinach podjął decyzję o rozpoczęciu budowy kościoła w Chropaczowie. Prace ziemne wykonała firma Baluch z Królewskiej Huty (Chorzów), a wzmocnienia fundamentów ze względu na teren objęty oddziaływaniem górniczym firma Niethard z Bytomia. W sierpniu 1912 roku kościół zostaje oddany w stanie surowym. Nową świątynię pod wezwaniem Najświętszej Panny Królowej Różańca Świętego poświęcono 1 maja 1913 roku. Budowa kosztowała 420 tysięcy marek. Projektantem kościoła był Max Giemsa z Katowic, a plebanii – Johan von Muszkowski. Projektantem wyposażenia wnętrza kościoła był Johannes Franziskus Klomp. Wykonawcą zaś warsztat Mathiasa Beule z Bytomia. Ołtarz główny, ambona i większość wystroju funkcjonalnego były gotowe w dniu poświęcenia świątyni. Nieco później ufundowano dwa boczne ołtarze. Konfesjonały wykonała firma Teodor Ehl z Opola. Zawiązano też komitet wspierający zakup organ i 18 lipca 1937 roku bp Juliusz Bieniek poświęcił nowy 32 głosowy instrument firmy Rieger Zenker. Inauguracyjny koncert w tym dniu wykonał profesor Feliks Nowowiejski.
Pierwsze dzwony ufundowano w 1912 roku. Mały dzwon ważący 54 kg przetrwał do dziś oraz trzy właściwe dzwony odlane w Bremie przez firmę Hemelingen. 23 lipca 1917 Prusacy zarekwirowali dwa z nich. 1 czerwca 1928 roku poświęcono dwa nowe dzwony, które parafianie zakupili ponownie w firmie Hemelingen. W marcu 1942 ponownie zarekwirowano trzy dzwony. Pozostały jedynie dwa stalowe dzwony tzw. zegarowe, które przejęły funkcje tych zarekwirowanych.

### Początki kościoła i jego zamknięcie
Od poświęcenia kościoła posługę duszpasterską pełnił lipiński proboszcz Wincenty Musialik, który przyczynił się znacząco do wybudowania tej świątyni, a także zabiegał w Kurii Biskupiej we Wrocławiu  o ustanowienie oddzielnego duszpasterza dla kościoła w Chropaczowie. 1 października 1915 roku postanowieniem tejże kurii ks. Hugon Cedzich wikariusz z Lipin został rządcą, czyli lokalistą nowego kościoła. W 1919 roku Chropaczów (ówczesne Schlesiengrube) wraz z kolonią Guidotto podniesiono do rangi kuracji zaś księdza Cedzicha mianowano kuratusem. Po uregulowaniu wszystkich zaległych zobowiązań finansowych kard. Adolf Bertram w 1921 roku erygował chropaczowską parafię, a ks. Cedzich został jej pierwszym proboszczem.
Budynek kościoła od samego początku był narażony na skutki szkód górniczych i utrzymanie go pochłaniało spore kwoty pieniężne. Najtragiczniejsze wydarzenie z tego tytułu miało miejsce 20 czerwca 1930 roku, kiedy to zraniony w kościele został parafian Stefan Dudek zmarły trzy dni później na skutek odniesionych obrażeń. Kościół zamknięto do remontu. Ciągłe koszty nie pozwoliły na wybudowanie probostwa. Do 1929 roku, kiedy probostwo powstało proboszcz, wikary a także kancelaria parafialna użyczała piętro w domu pana Drobnego przy obecnej ulicy Armii Ludowej. Następny remont kościoła miał miejsce w latach 1954–57, kiedy wzmocniono fundamenty i kotwiono mury. W 1961 roku zaczęto prowizorycznie zabezpieczać kościół przez osiatkowanie stropów i ostemplowanie miejsc najbardziej spękanych. 9 listopada 1963 roku Prezydium Miejskiej Rady Narodowej wydało drugą decyzję o zamknięciu kościoła. W 1964 roku definitywnie zamknięto kościół dla sprawowania kultu.

### Kościół zastępczy

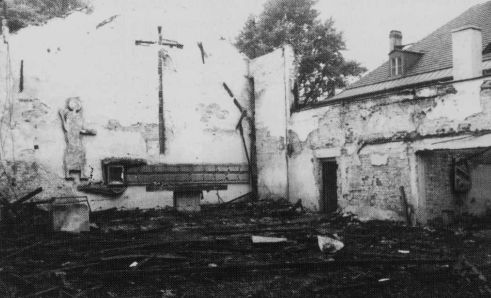
Spalony kościół Chrystusa Dobrego Pasterza

Po zamknięciu kościoła parafialnego rozpoczęła się zabiegi o budowę kościoła zastępczego. 22 maja 1964 roku władze zezwoliły na wybudowanie pomieszczenia magazynowego dla zabezpieczenia sprzętów i wyposażenia kościoła parafialnego. Plany opracował inż. architekt Mieczysław Król oraz inż. Franciszka Klimka (obliczenia obciążeń statycznych). W sierpniu 1964 ruszyła budowa, a 26 grudnia bp dr Herbert Bednorz poświęcił kościół pod wezwaniem Chrystusa Dobrego Pasterza. Konfesjonały i ławki przeniesiono z kościoła parafialnego. W 1972 roku zdecydowano się na przeniesienie organów Riegera. Pracami kierował organmistrz Ferdynand Suchy z Ustronia. 15 czerwca 1975 miał miejsce pożar, który błyskawicznie się rozprzestrzenił, z racji wykończenia boazerią części ścian i całego dachu, i pochłonął niemalże cały kościół. Jednostki, sprowadzone do gaszenia wsparte posiłkami z Bytomia i Chorzowa zapobiegły spaleniu się znajdującego się w sąsiedztwie probostwa. Po pożarze czynności liturgiczne odbywały się na wlocie do cmentarza przy polowym ołtarzu. Po staraniach ks. biskupa Bednorza i proboszcza Gacki parafia dostała zgodę na usunięcie zgliszcz i odbudowę. 29 listopada 1975, po 75 dniach roboczych, ks. biskup H. Bednorz dokonał poświęcenia odbudowanego kościoła. Prace wykończeniowe i plastyczne przez plastyków Piotra Kłoska i Czesława Hajoka nad wystrojem wnętrza nadal trwały.

### Rekonstrukcja starego kościoła

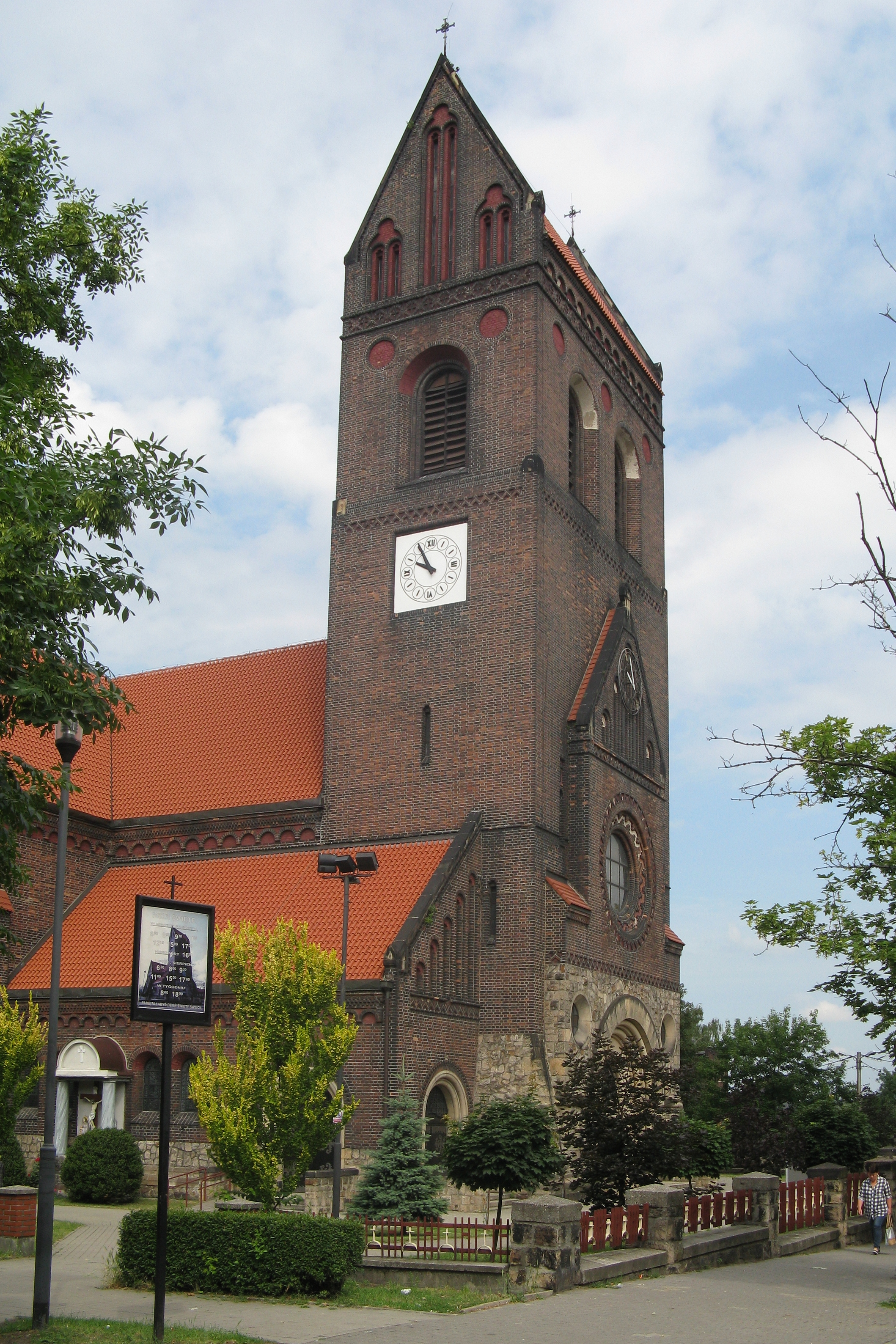
Kościół w 2018 roku

Po ukończeniu eksploatacji przez miejscową kopalnię i stopniowej stabilizacji gruntów na powierzchni i górotworu pod kościołem władze z końcem 1978 roku wydały pozytywną decyzję w sprawie remontu kościoła. Udowodniono kopalni Śląsk eksploatację filara ochronnego dla kościoła, co było bezpośrednim powodem powstawania poważnych szkód. Zabrzańskie Biuro Projektów opracowało plan remontu wraz z kosztorysem w październiku 1979 roku. Po zaopiniowaniu i akceptacji wielu komisji państwowych i resortowych dyrekcja kopalni Śląsk zleciła wykonanie remontu Przedsiębiorstwu Budowlanemu przy Bytomskim Zjednoczeniu Przemysłu Węglowego.
Plany rekonstrukcji i przebudowy prezbiterium oraz wystroju przygotował profesor Adam Lisik. W 1980 roku Diecezjalna Komisja Sztuki Sakralnej zatwierdziła ostatecznie plany remontu.

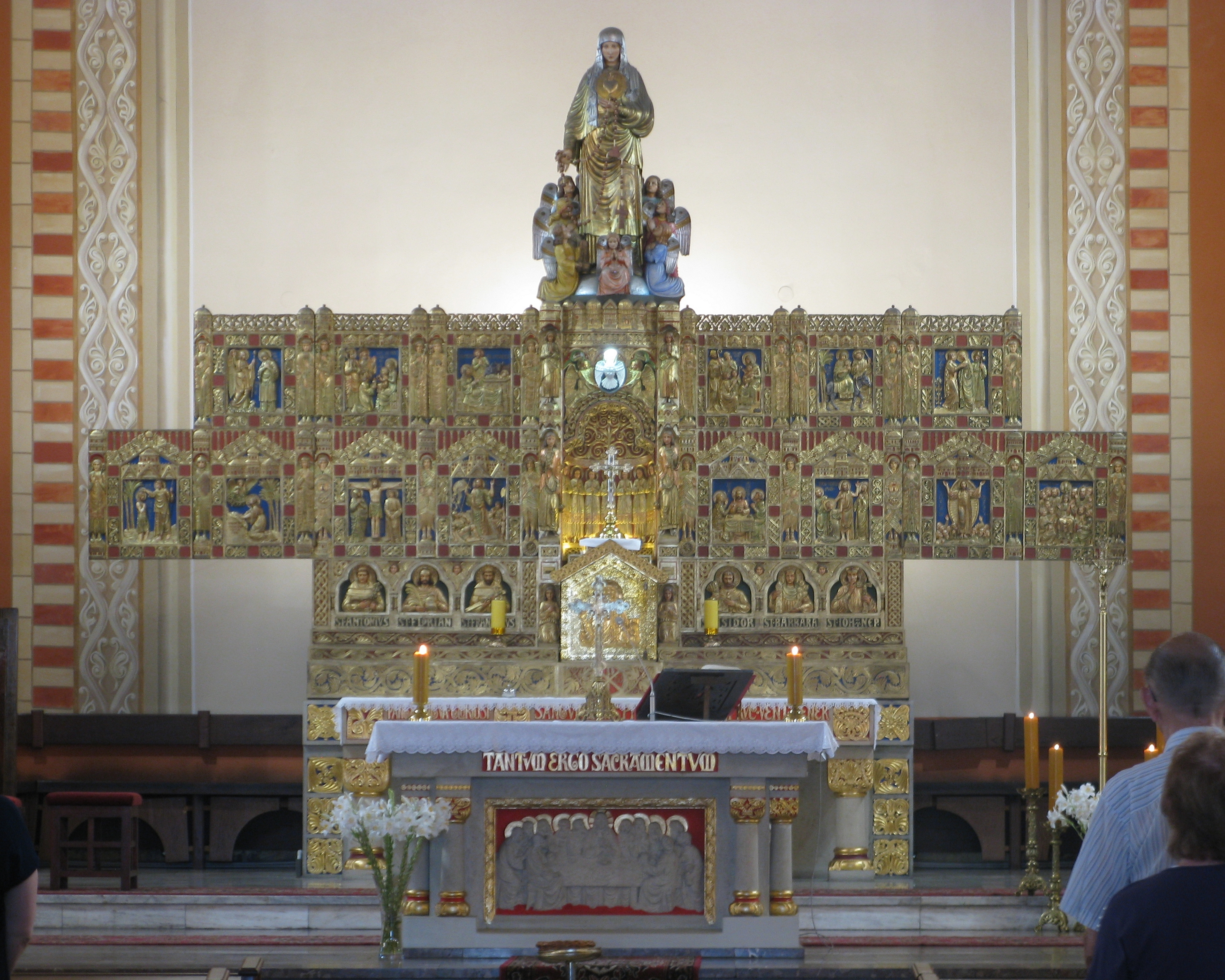
Ołtarz główny w 2018 roku

We wrześniu 1980 roku rozpoczęto pierwsze prace, polegające na klejeniu pęknięć konstrukcji żelbetonowej żywicami epoksydowymi. W 1982 roku naprawiono dach kościoła i przeprowadzono remont fundamentów, polegający na wykonaniu 2-metrowej opaski wokół kościoła. Natomiast wewnątrz przeprowadzono remont ław fundamentowych na głębokość 4 metrów.

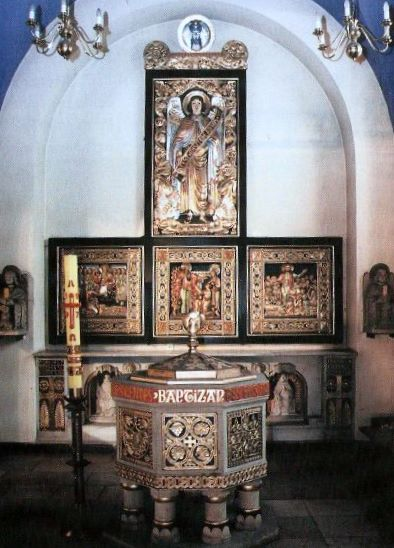
Chrzcielnica w kościele

Po tych pracach zaczęto niwelować posadzkę, gdyż różnice w poziomie dochodziły do 0,4 metra. Przystąpiono do wymiany tynków i remontu okien. Nowe witraże wykonał Zakład Cepelii w Opolu. W tym samym czasie wymieniono całą instalację elektryczną i wykonano ogrzewanie. Prace te prowadzone w okresie stanu wojennego. Półtora roku czekano na zamówioną posadzkę z Krzeszowickich Zakładach Kamienia Budowlanego. W następnych latach wymieniono drzwi zewnętrzne i sukcesywnie poddawano renowacji poszczególne elementy wystroju kościoła. Ołtarz główny odrestaurował warsztat konserwatorski panów Goldy i Łęgowskiego. 14 grudnia 1986 biskup katowicki Damian Zimoń konsekrował nowy ołtarz w przebudowanym prezbiterium i poświęcił na nowo świątynię. W 1987 roku ks. bp senior Herbert Bednorz w czasie sumy odpustowej poświęcił ołtarz główny. W 1991 roku został zatwierdzony projekt polichromii kościoła autorstwa artysty plastyka prof. Andrzeja Seweryna Kowalskiego. Z pozyskanych elementów bocznego ołtarza wykonano nowe konfesjonały. Przeniesiono zrekonstruowaną chrzcielnicę do bocznej nawy i urządzono nowy wystrój kaplicy wykorzystując odnowione elementy starej ambony i balasek.
W styczniu 1999 roku uruchomiono nowy zegar na kościelnej wieży i wymieniono tarcze zegarowe. 27 czerwca tegoż roku ks. Arcybiskup Damian Zimoń poświęcił nowe dzwony i nowy instrument organowy zbudowany przez Zakład budowy organów Bronisław-Marek Władysław Cepka z Popowa koło Wronek, a dyspozycje nowego instrumentu opracował prof. Julian Gembalski. 30 czerwca firma Rduch zamontowała nowe dzwony na wieży kościelnej. 8 sierpnia tegoż roku nastąpiło przekazanie urzędu proboszcza przez ks. kanonika Jana Gackę nowemu proboszczowi ks. Eugeniuszowi Plucie.

## Cmentarz
Cmentarz powstał około 1901 roku. W pierwszych latach był niewielki, bo liczył 1,5 morgi. Po ustanowieniu kuracji wykupiono od Spółki Akcyjnej Kopalń i Cynkowni w Lipinach kolejne 2 morgi gruntu. W roku 1926 parafia wydzierżawiła od Spółki za 300 zł rocznie kolejne 62 ary ziemi i cmentarz łącznie stanowił prawie 150 arów gruntu. W 1929 roku powstało ogrodzenie cmentarza i wybudowano kostnicę. Całość ogrodzenia została ukończona w 1935 roku. W czasie II wojny światowej zarząd nad cmentarzem przejął okupacyjny Urząd Gminy w Chropaczowie. W 1960 roku teren cmentarza podzielono na kwatery na czterech polach co pozwoliło określić jego pojemność grobową na 5560 miejsc. W latach 1916–2000 pochowano na nim 12,5 tys. zmarłych.

## Proboszczowie
- ks. Hugon Cedzich 1922-1938
- ks. Henryk Jośko 1938- 1939
- ks. Jerzy Krzywoń 1939-1945
- ks. Antoni Godziek 1945 - 1947
- ks. dr Teodor Rak 1947- 1969
- ks. kanonik Jan Gacka 1969–1999
- ks. Eugeniusz Pluta 1999-2020
- ks. Damian Copek od 2020